# Testingenjör
Testingenjör, även provningsingenjör, är ett yrke som består i att testa och kontrollera hårdvara, mjukvara eller en kombination av dessa. Detta för att säkerställa att produkten som testas håller en viss kvalitetsnivå och för att finna problem med produkten som kan åtgärdas innan den släpps vidare till till exempel kunder.